# Jesuita (postre)
El jesuita es un dulce típico de varios lugares, relacionado con la orden cristiana de los jesuitas.
En Argentina y Uruguay, los jesuitas son una especie de sandwiches de galletas elaboradas con hojaldre azucarado y gratinadas, que se rellenan con queso y, a veces, jamón. En Portugal, el norte de España y en el sur de Francia, los jesuitas también se realizan con hojaldre azucarado, pero en vez de jamón y queso se le agrega almendra laminada.

## Historia
Al parecer, en el siglo XIX en Alemania ya se elaboraban unos pastelitos llamados  jesuitermützen («sombreros jesuitas»), «pasteles de los que no se cuenta nada más aparte de que imitaban la forma del tocado jesuítico».
A pesar de su sencillez, no se encuentran en el mercado industrial jesuitas ya listos, lo que sí ya viene listo son unas masas de hojaldre, listas pera gratinar con el queso y en algunos casos, el jamón.

## Por región

### En Río de la Plata
En el Río de la Plata, un jesuita o francesito es una galletita de hojaldre azucarada con forma rectangular, pequeña (de no más de 10 cm), gratinada con queso de barra generalmente, y en algunos casos, también con jamón. 
En Argentina también los llaman "fosforitos"
Existe la creencia popular en el Río de la Plata de que fueron importados desde Europa por la Compañía de Jesús, y que de ahí proviene su nombre. Sin embargo, su origen es desconocido y no está claro que derive del postre homónimo europeo o fuese creado desde cero en tierra americana. Tampoco está claro si fue creado por jesuitas o si es simplemente por el parecido triangular del postre a un sombrero jesuita, también triangular. Probablemente, fuese una combinación de la pastelería traída por los europeos y la gastronomía andina. 
Es típico del Noroeste argentino, es decir, las provincias de Tucumán, Salta y Santiago del Estero, aunque se ha popularizado igualmente en el resto del país. También es popular en Uruguay, donde siempre lleva jamón y queso y suele servirse como bocadillo de fiesta.

### En España y Francia
Con origen en Burdeos, Francia, el jésuite (/ʒezɥit/) es un pequeño triángulo de hojaldre relleno de franchipán (frangipane) y glaseado por encima. Al parecer, el nombre proviene del hecho de que, originalmente, estos pasteles estaban cubiertos con praliné o glaseado de chocolate en forma similar a un sombrero con bordes levantados como el de un jesuita.
En España son famosos en el País Vasco y en Castilla y León principalmente.

### En Portugal
Los jesuitas (en su versión «europea») son conocidos en el norte de Portugal, en la zona de Porto. Su origen se encuentra en la Pastelaria Confeitaria Moura, una famosa confitería en el casco antiguo de Santo Tirso, a media hora de Porto. Fueron traídos por un repostero bilbaíno que fue contratado por esta confitería en 1892, y desde entonces los han elaborado con la receta vasca: hojaldre relleno de cabello de ángel o crema pastelera, cubierto con almendra fileteada y bañada en jarabe.